# Tribromek boru
Tribromek boru, bromek boru, BBr
3 – nieorganiczny związek chemiczny z grupy bromków, połączenie boru i bromu.
W temperaturze pokojowej jest to bezbarwna ciecz, dymiąca w wilgotnym powietrzu w wyniku zachodzenia gwałtownej reakcji hydrolizy:
BBr
3 + 3H
2O → H
3BO
3 + 3HBr

## Otrzymywanie
Po raz pierwszy tribromek boru uzyskał M. Poggiale w 1846 roku w reakcji tlenku boru z węglem i bromem w podwyższonej temperaturze:
B
2O
3 + 3C + 3Br
2 → 2BBr
3 + 3CO
Obecnie stosuje się ulepszoną metodę stworzoną w 1857 roku przez Friedricha Wöhlera i Henriego Deville’a, w której tribromek boru powstaje w wyniku syntezy bromu i boru w podwyższonej temperaturze:
2B + 3Br
2 → 2BBr
3